# Old Windsor
Old Windsor är en ort och civil parish i kommunen Royal Borough of Windsor and Maidenhead i Berkshire i England. Numera ingår Old Windsor i orten Wraysbury, som i sin tur ingår i Londons tätort. Wraysbury, inklusive Old Windsor, hade 7 377 invånare 2011. Old Windsor ligger omkring tre kilometer söder om staden Windsor (New Windsor) och Windsor Castle.